# Kit Carson (Colorado)
Kit Carson é uma cidade  localizada no estado americano de Colorado, no Condado de Cheyenne.

## Demografia
Segundo o censo americano de 2000, a sua população era de 253 habitantes.
Em 2006, foi estimada uma população de 219, um decréscimo de 34 (-13.4%).

## Geografia
De acordo com o United States Census Bureau tem uma área de
1,4 km², dos quais 1,4 km² cobertos por terra e 0,0 km² cobertos por água. Kit Carson localiza-se a aproximadamente 1306 m acima do nível do mar.

## Localidades na vizinhança
O diagrama seguinte representa as localidades num raio de 64 km ao redor de Kit Carson.